# Edgar Zeidler
Pour les articles homonymes, voir Zeidler.
Edgar Zeidler (né en 1953 à Colmar) est un écrivain français, professeur de lycée et agrégé d'allemand.
Il est très engagé pour le dialecte alsacien : il a imaginé la graphie harmonisée Orthal et le président de l'association AGATE (Académie pour une Graphie Alsacienne Transfrontalière).
Il est originaire de Metzeral, son dialecte est l'alsacien de Colmar. Il écrit de la poésie dans divers dialectes, principalement en colmarien, mais aussi toujours en français et en allemand ; ce principe, appelé "triphonie", permet de mieux comprendre les textes et de les comparer.

## Jeunesse et études
- Licence et CAPES d'allemand à l'université de Haute-Alsace. Raymond Matzen, Jean-Jacques Brunner et Adrien Finck furent entre autres ses professeurs.
- En 1982, doctorat de 3e cycle en linguistique et dialectologie allemandes sur les dialectes de Muhlbach-sur-Munster et Metzeral à l'université de Strasbourg.

## Travail dans la dialectologie
- En 2003, a collaboré à la rédaction de la "charte de la graphie harmonisée des parlers alsaciens" du GERIPA (Groupe d'Etudes et de Recherches Interdisciplinaires sur le Plurilinguisme en Alsace et en Europe) à l'Université de Haute-Alsace, . Une première version d'une nouvelle graphie alsacienne en a résulté[1]..
- En 2006, il a fondé avec quelques amis l'association AGATE, pour promouvoir la langue alsacienne par l'écriture. Parmi ces premiers membres figuraient entre autres : Gérard Leser, Yves Bisch, Patrick Grimm, Danielle Crévenat-Werner, et Edgar Zeidler comme président.
- En 2007, reçoit un trophée du "printemps pour notre langue"[2].
- Le 19 octobre 2008, le premier "sentier des poètes alsaciens" a été inauguré à Munster. Ces sentiers sont des circuits où peut se promener et trouver le long du chemin des panneaux comportant des poésies en alsacien, français ou allemand. C'est une initiative de l'association AGATE, qui conduira par la suite à la création de "sentiers des poètes alsaciens" à divers endroits : Blienschwiller, Soultzmatt, Bischwiller...
- En 2009, a reçu le Bretzel d'or pour la dialectologie. (Promotion de la langue et de la culture alsaciennes[3]).
- Depuis 2009, écrit un dimanche sur deux un petit cours d'alsacien dans le quotidien régional L'Alsace[4].
- En 2019, a reçu le prix "Hebel-Plakette" pour son engagement pour la lanque et la culture alsaciennes ainsi que pour son œuvre poétique en alsacien, français et allemand[5].
- Fin 2024, après dix années de travail collectif sous la direction d'Edgar Zeidler, l'association AGATe publie une grammaire de l'alsacien sous la forme d'un dictionnaire : "L'alsacien de A à Z - Elsassisch vu A bis Z". Les participants étant originaires du Haut-Rhin, majoritairement de la région mulhousienne, cette grammaire se base sur le dialecte alsacien parlé à Mulhouse. Cependant, elle mentionne aussi des particularités grammaticales d'autres variantes régionales, pour finalement décrire le fonctionnement de la langue dans son ensemble[6].

## Autres distinctions
- Janvier 2011 : Chevalier dans l'ordre des Palmes académiques.

## Pour approfondir

#### Ouvrages éducatifs
- Wort-Spiele - Mots Croisés Thématiques, Éditions Ellipses, 2006.
- Orthographe alsacienne - Bien écrire l'alsacien de Wissembourg à Ferrette, Éditions Jérôme Do Bentzinger, 2008.
- Leçons d’alsacien, d'Yves Bisch et Edgar Zeidler, L’Alsace Magazines Éditions, tome 1 en 2012[7], tome 2 en 2014.
- L'alsacien de A à Z - Elsassisch vu A bis Z: Grammaire de l'alsacien (dans sa variante du Haut-Rhin), Baar Verlag, 2024.

#### Recueils de poésie
- Andzitt - Endzeit - Fin d'une époque : poésies en triphonie (alsacien, français, allemand), Éditions Jérôme Do Bentzinger, 2007.
- Wàckelkontàkt - Wackelkontakt - Faux contact : poésies en triphonie (alsacien, français, allemand), Éditions Jérôme Do Bentzinger, 2008.
- Les fleurs d’un rêve - Tràuimbliameler - Traumblüten : poésies en triphonie (alsacien, français, allemand), Éditions Jérôme Do Bentzinger, 2011.
- Laweslieder - Liebeslieder  - Voluptés : poésies en triphonie (alsacien, français, allemand), Éditions L'Arpenteur, 2014.
- Granzstein - Grenzsteine - Bornes: drèisprochiga Gedìchta, Drey Verlag, 2017.
- Au fil du temps - Zeitgeist: poésies en triphonie (alsacien, français, allemand), ID Éditions, 2018.
- Gitanjali - Lobliader – Chants de louanges: traduction en alsacien de poèmes de Rabindranath Tagore, 2019.
- Am and vom liad. Au bout du compte. Letzten Endes: poésies en triphonie (alsacien, français, allemand), Éditions du Tourneciel, 2020.
- Ùffem Erleblätt - Sur la feuille de l’aulne - Auf dem Erlenblatt - ハンノキの葉のうえで : Haiku & Senryū, poésies d'Edgar Zeidler, traduction en japonais de Daisuke Sakumoto, 2025.

#### Parutions dans la presse
Poèmes publiés : Ethaina Verlag, "Das Gedicht lebt" chez Fischer Verlag, Elsässische Literatur-Zeitschrift (RAL), "Allmende" (revue alémanique de Karlsruhe).